# Craig Roberts
Craig Roberts, född 21 januari 1991, är en walesisk skådespelare som bland annat medverkat i Young Dracula i rollen som Robin Branagh.

## Filmografi i urval
- 2005–2006 – Tracy Beakers dröm (TV-serie)
- 2010 – Submarine
- 2011 – Jane Eyre
- 2014 – Bad Neighbours
- 2014 – 22 Jump Street
- 2019 – Tolkien